# Muskelhypotonie
Unter dem Begriff Muskelhypotonie (von altgriechisch ὑπό hypó, deutsch ‚unter‘ und τόνος tónos, deutsch ‚Spannung‘) wird in der Medizin ein Mangel an Muskelstärke und Muskelspannung (niedriger/schwacher Muskeltonus oder Atonie) in der quergestreiften Muskulatur verstanden. Das Gegenteil von Muskelhypotonie ist Muskelhypertonie, also eine unüblich hohe Muskelspannung (Spasmus).
Eine Muskelhypotonie macht sich im Kindesalter beispielsweise dadurch bemerkbar, dass ein Kind sich beim Stillen sehr anstrengen muss, es sich unüblich wenig bewegt und den Kopf nicht altersentsprechend heben bzw. halten kann.
Die Muskelhypotonie ist bei den Säuglingen meist Teil des so genannten Floppy-infant-Syndroms (engl. floppy infant ‚schlaffes Kind‘). Darunter wird das Auftreten der Symptomentrias aus ungewöhnlicher Körperhaltung, verminderter Bewegungen gegen Widerstand und abnormer Gelenkbeweglichkeit verstanden.

## Ursachen
Zahlreiche Ursachen kommen für eine Muskelhypotonie infrage:
- Zentrale Ursachen:
  - Frühgeburt[1]
  - Hypoxisch ischämische Enzephalopathie[1]
  - Hypoglykämie[1]
  - Sepsis[1]
  - Elektrolytstörungen[1]
  - Medikamenten-induziert[1]
  - Angeborene Stoffwechselstörungen[1]
  - Schilddrüsenunterfunktion[1]
  - Genetische Störungen, z. B. Down-Syndrom,[1] Ehlers-Danlos-Syndrom,[2] Prader-Willi-Syndrom[1] und Zellweger-Syndrom[3]
  - Fehlbildungen des zentralen Nervensystems[1]
  - Benigne kongenitale Hypotonie[1]
- Periphere Ursachen:
  - Spinale Muskelatrophie, insbesondere Spinale Muskelatrophie Typ Werdnig-Hoffmann,[1] auch X-chromosomale infantile Spinale Muskelatrophie
  - Myasthenia gravis[1]
  - Kongenitale Muskeldystrophien[1]
  - Kongenitale Myopathien[1]
  - Metabolische Myopathien[1]
  - Periphere Neuropathien[1]

## Therapie
Muskelhypotonie kann unter anderem mittels Ergotherapie und Physiotherapie behandelt werden.